# 塞利格曼 (密蘇里州)
塞利格曼（英語：Seligman）是位於美國密蘇里州巴里縣的城市。

## 人口
根據2020年美國人口普查的數據，塞利格曼的面積為3.23平方千米，皆為陸地。當地共有人口813人，而人口密度為每平方千米252人。